# 켈런 러츠
켈런 러츠(Kellan Lutz, 1985년 3월 15일 ~ )는 미국의 배우, 모델이다.

## 출연 작품

### 영화
- 스틱 잇 (2006)
- 합격! (2006)
- 프롬 나이트 (2008)
- 트와일라잇 (2008)
  - 뉴문 (2009)
  - 나이트메어 (2010)
  - 이클립스 (2010)
  - 브레이킹 던 part 1 (2011)
  - 브레이킹 던 part 2 (2012)
- 러브, 웨딩, 메리지 (2011)
- 신들의 전쟁 (2011) - 포세이돈 역
- 시럽 (2013)
- 타잔 (2013) - 타잔 역 (목소리)
- 헤라클레스: 레전드 비긴즈 (2014) - 헤라클레스 역
- 익스펜더블 3 (2014) - 스마일리 역
- 밀그램 프로젝트 (2015)
- 익스트랙션 (2015)
- 행성탈출: 반란의 서막 (2016)
- 왓 맨 원트 (2019) - 퍽태스틱 역

### 텔레비전
- 더 볼드 앤 더 뷰티풀 (2004)
- CSI: 뉴욕 (2005)
- 식스 핏 언더 (2005)
- 썸머랜드 (2005)
- 컴백 (2005, 2014)
- CSI: 과학수사대 (2007)
- 히어로즈 (2007)
- 제너레이션 킬 (2008)
- 90210 (2008-09)
- 펑크드 (2012) - 본인
- 30 ROCK (2012) - 본인
- 엽기발랄 오렌지 (2014)
- FBI (2019-21)
- FBI: 모스트 원티드 (2020-21)
- FBI: 인터내셔널 (2021)